# Zghira
Zghira (franska: Zghira (CR), Zghira (Commune Rurale), arabiska: بوخريص) är en kommun i Marocko.   Den ligger i provinsen Ouezzane och regionen Tanger-Tétouan-Al Hoceïma, i den nordöstra delen av landet, 160 km öster om huvudstaden Rabat. Antalet invånare är 16 070.